# Holubinka akvamarínová
Holubinka akvamarínová (Russula chloroides), jinak také holubinka sinavá, je druh houby z čeledi holubinkovitých (Russulaceae).

## Znaky
Masitý klobouk je 5-20 cm široký, tvarem polokulovitý, klenutý, ploše rozložený s velkou středovou prohlubní až nálevkovitý. Okraje jsou podvinuté, později zvlněné. Pokožka je plstnatá, matná, bílá, okraje jsou žluté až naokrovělé, někdy rezavě skvrnitá, nejde sloupnout.
Lupeny jsou křehké, dle stáří jemně akvamarínové až bílé, ostří je u starších plodnic hnědé, mají ostrou chuť, u třeně jsou připojené, na klobouku jsou velmi hustě uspořádané. Výtrusný prach je bílý či smetanový.
Třeň dorůstá do délky 3-8 cm, válcovitý, pevný, plný, u mladých plodnic ojíněný, podélně vrásčitý, barvu má bílou, žlutavou, s hnědým či šedým nádechem, báze je lehce zúžená. Důležitým rozpoznávacím znakem této holubinky je akvamarínově modravý proužek na rozmezí lupenů a třeně.
Dužnina je tvrdá, bílá nebo s lehce zeleným nádechem, na řezu hnědne, chuťově je mírná, voní po ovoci nebo pryskyřici.

## Užití
Jedlá houba.

## Ekologie
Tato holubinka nemá, co se stanoviště týče, žádné zvláštní nároky, najdeme ji růst velmi hojně od července do října takřka v jakémkoliv typu lesa.

## Rozšíření
Druh se velmi hojně vyskytuje v celé Evropě, dále byl popsán v oblastech Špicberků, USA, Mexika, Tchaj-wanu, Ruska a Indie.

## Galerie

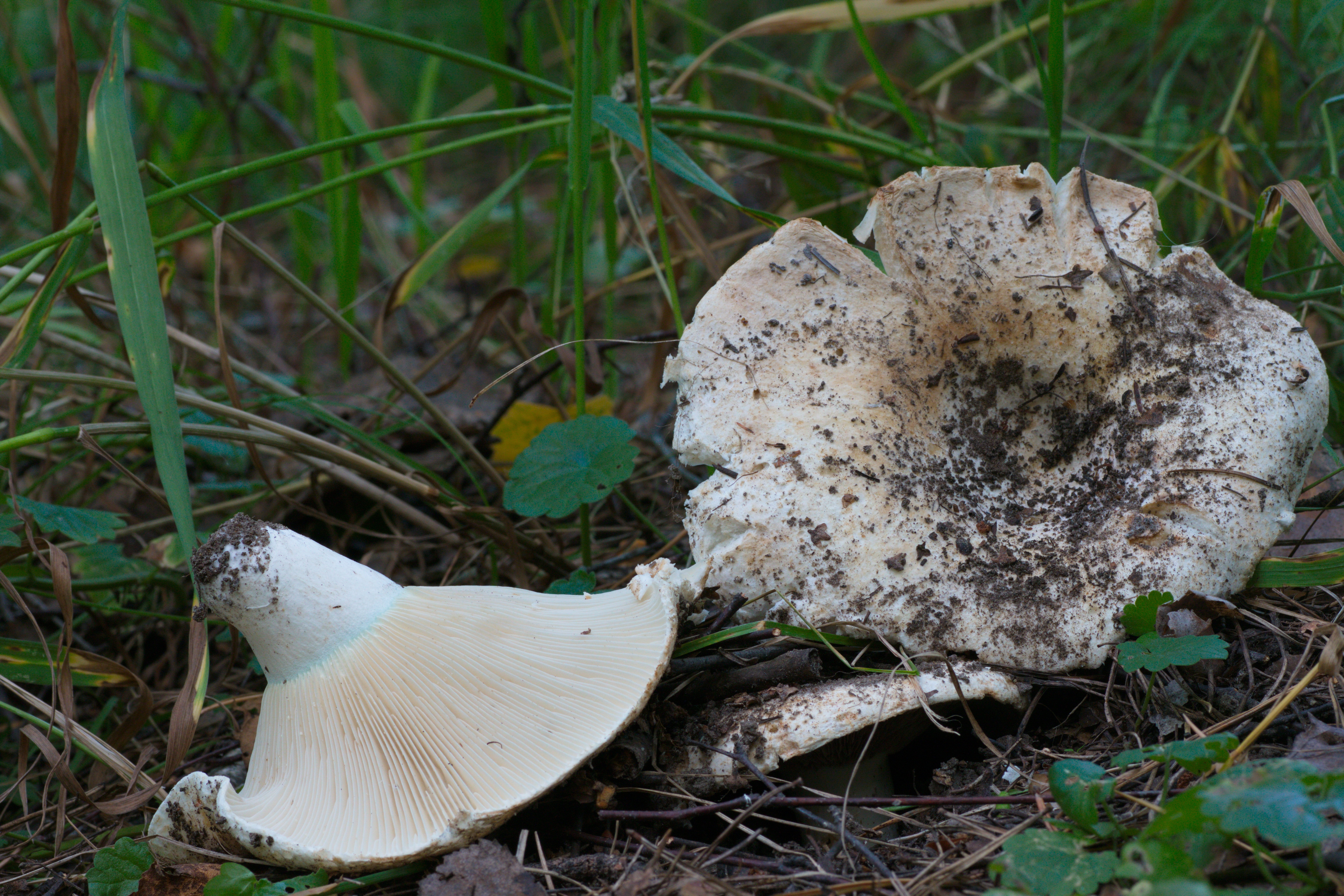
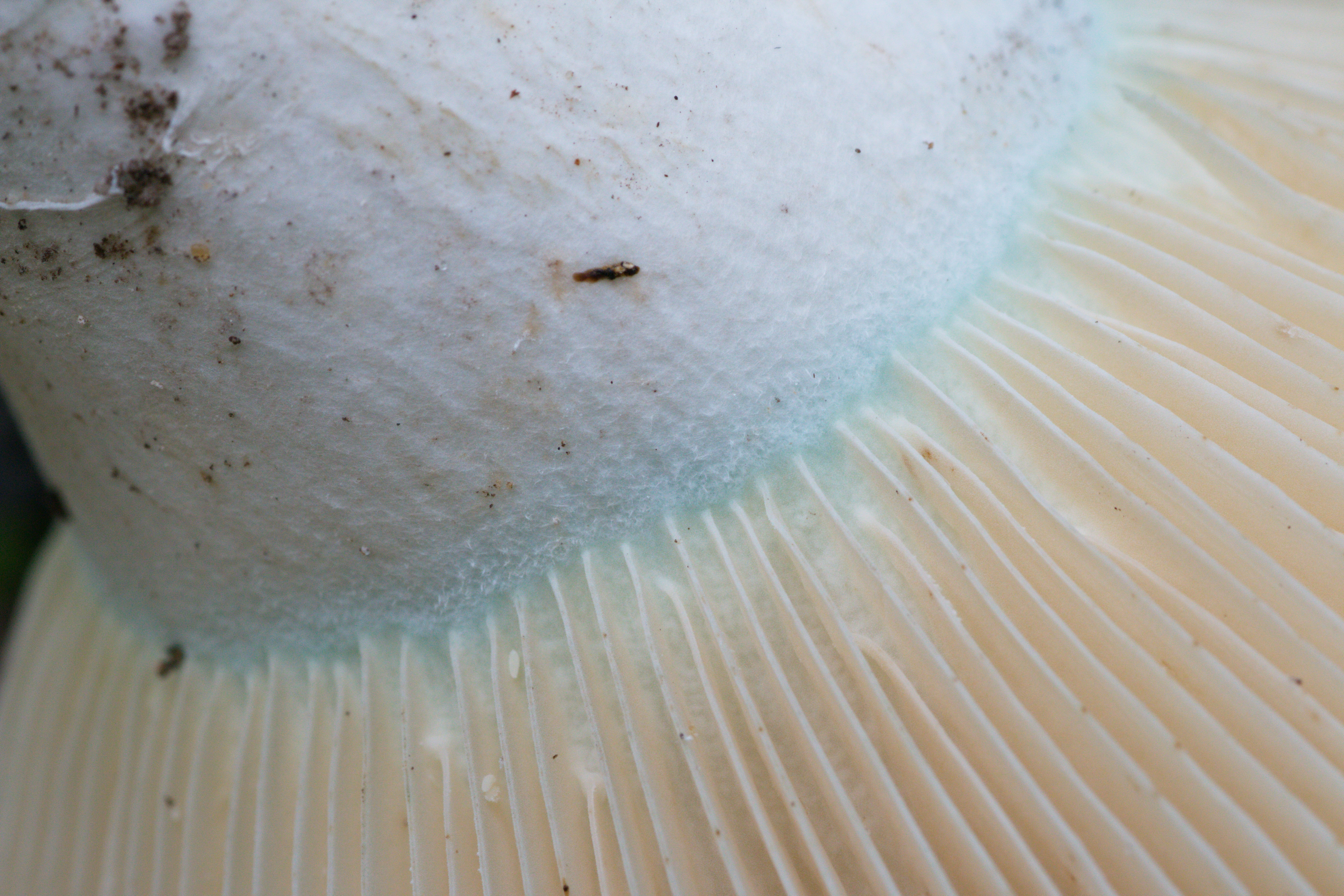

## Možnost záměny
- Holubinka bílá (Russula delica) - někdy se holubinka akvamarínová označuje za její poddruh (jakožto Russula delica var. chloroides)
- Ryzec peprný (Lactarius piperatus)
- Ryzec plstnatý (Lactarius vellereus) a ostatní bíle zbarvené ryzce